# 가타쿠라 시게나가

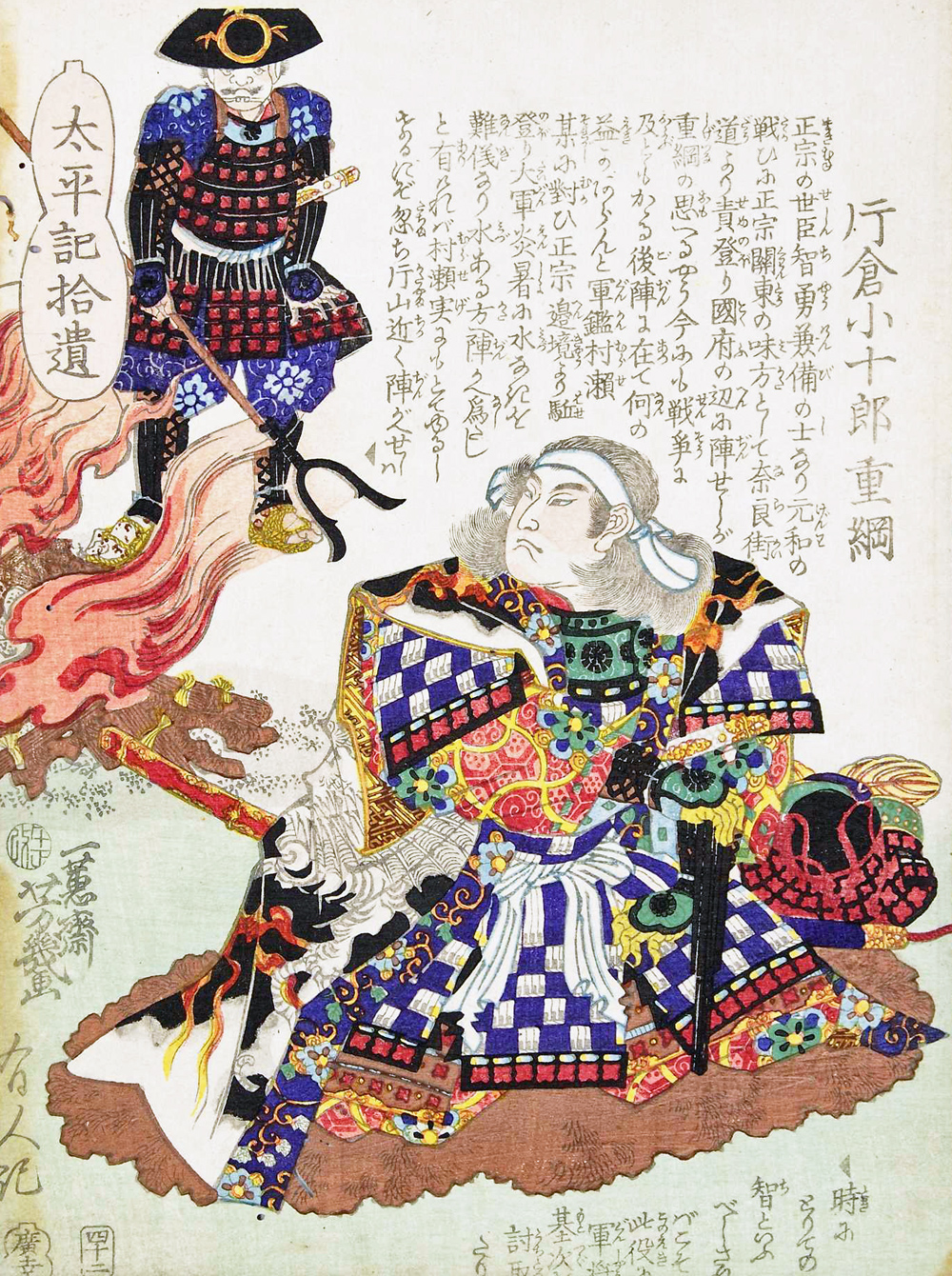
가타쿠라 시게나가

가타쿠라 시게나가(일본어: 片倉重長, 1585년 ~ 1659년)는 아즈치모모야마 시대부터 에도 시대 전기까지의 무장이다. 센다이번 다테씨의 가신. 시로이시 가타쿠라가 제2대 당주. 시로이시성주.
가타쿠라 가게쓰나의 아들. 원래 이름이 시게쓰나(重綱)였으나 에도 막부 제3대 쇼군 도쿠가와 이에미쓰의 후계자 이에쓰나(家綱)와 같은 이름자를 쓰는 것을 피해 시게나가로 이름을 바꾸었다. 사나다 노부시게의 딸을 후실로 두었다. 자식은 친딸·기사(喜佐, 마쓰마에 야스히로(마쓰마에 요시히로의 아들)의 부인)와 양자·가타쿠라 가게나가(마쓰마에 야스히로의 아들)를 두었다. 가타쿠라씨 대대로 내려온 '가타쿠라 고주로'라는 호칭으로 불리기도 했다.

## 생애
1614년부터 시작된 오사카 전투에 병석에 누은 부친 가게쓰나를 대신해 주군 다테 마사무네를 따라 종군했고, 적장 고토 모토쓰구를 전사시키는 등의 공적을 세워 크게 명성을 떨쳤다. 1615년 부친이 죽자 가문을 상속하였다. 아버지에 뒤지지 않는 지용(智勇)을 겸비한 명장으로, '귀신 고주로'라는 별명이 붙었다.
오사카 전투에서 주군을 잃은 사나다 노부시게의 가신들을 보호했다. 특히 여름전투에서, 결전 전야인 5월 6일 밤에 노부시게의 차남 다이하치를 비롯한 노부시게의 자식들을 구출하여, 가타쿠라 가문의 본거지 시라이시 성으로 데리고 가 그들을 길렀다. 시게나가는 훗날 그중 한 명인 오우메를 후실로 맞아들였다. 또 다이하치(훗날의 사나다 모리노부)는 노부시게의 아들 중 유일하게 사나다라는 성을 후세에 계승시킬 수 있었다.
일설에는 오사카 전투에서 시게나가가 분전하는 모습을 본 노부시게가 '이 사람이라면 자식들을 맡길 만 하다'라고 생각하여 가타쿠라 진영에 화살에 편지를 묶어 쏘아보내 혼인관계를 맺을 것을 제의했다고 한다.

## 일화
- 시게나가의 어머니가 시게나가를 임신했을 당시, 주군 다테 마사무네는 이제 막 가문의 지도자가 되었을 뿐이라 아직 후계자가 될 자식이 없었다. 이 때문에 아버지 가게쓰나는 '다테 가문에 후계자가 탄생할 때까지는 가타쿠라 가문에 경사(慶事) 따위 있을 수 없다'며 아이가 태어나면 즉시 살해할 것이라고 했다. 이 이야기를 들은 마사무네가 '그대가 말하고자 하는 바는 알겠으나 그런 생각은 그만두어주었으면 하네. 아이를 죽인다면 그대를 원망할 것이야. 부디 부디 아이를 살려 주게'라고 편지를 보내 시게나가를 구했다고 한다.
- 남자도 반하게 할 정도의 미소년였다고 한다. 실제로 고바야카와 히데아키가 그를 쫓아다녔다는 이야기가 전해진다(『가타쿠라 대대기』중에서 『2대 시게나가 연보』에 이러한 기록이 있다).

## 같이 보기
- 가타쿠라 고주로

| 전임 가타쿠라 가게쓰나 | 제2대 시로이시 가타쿠라가 당주 | 후임 가타쿠라 가게나가 |